# Netrosoma xanthops
Netrosoma xanthops är en insektsart som beskrevs av Roberts 1947. Netrosoma xanthops ingår i släktet Netrosoma och familjen gräshoppor. Inga underarter finns listade i Catalogue of Life.